# Baudrémont
Baudrémont é uma comuna francesa na região administrativa de Grande Leste, no departamento de Meuse. Estende-se por uma área de 6,81 km². Em 2010 a comuna tinha 48 habitantes (densidade: 7 hab./km²).